# Methyldihydrojasmonat
Methyldihydrojasmonat ist eine chemische Verbindung aus der Gruppe der substituierten Carbonsäureester.

## Geschichte
Methyldihydrojasmonat wurde 1958 erstmals von Edouard Demole, der im Auftrag von Roger Firmenich der gleichnamigen Firma Firmenich, die olfaktorisch wichtige Verbindungen in Jasmin untersuchte, synthetisiert.

## Vorkommen

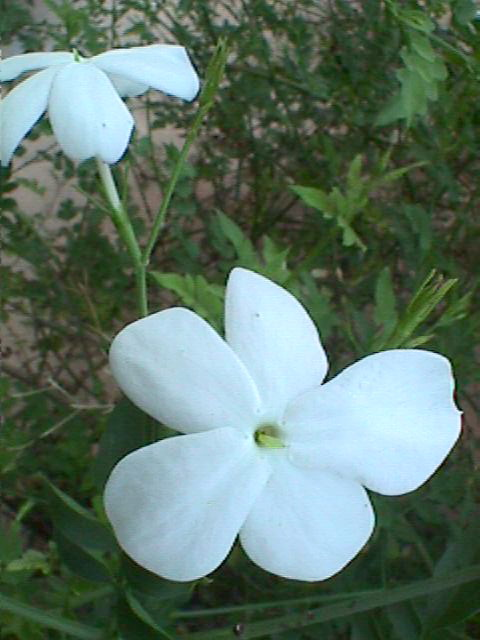
Jasmin (Jasminum grandiflorum)

Methyldihydrojasmonat kommt natürlich in Jasminöl (Jasminum grandiflorum L.) und schwarzem Tee sowie auch in Tabak und Tabakrauch vor.

## Gewinnung und Darstellung
Methyljasmonat ist im Jasminöl enthalten. Durch dessen Hydrierung der Doppelbindung darin entstehen Methyldihydrojasmonat und (+)-Methyldihydroepijasmonat (Paradison).
Methyldihydrojasmonat kann durch Kondensation von 2-Pentyl-2-cyclopenten-1-on mit Methylmalonat, gefolgt von Hydrolyse, Decarboxylierung und Methylierung, gewonnen werden. Dabei entsteht eine 9:1-Mischung der trans- und cis-Isomere, welche als Hedion vermarktet ist.
In Europa werden jedes Jahr einige tausend Tonnen produziert oder importiert.

## Eigenschaften
Methyldihydrojasmonat ist eine ungiftige, brennbare, schwer entzündbare, farblose Flüssigkeit mit blumigem, citrusartigem, jasminartigem Geruch, die sehr schwer löslich in Wasser ist.
Methyldihydrojasmonat wurde als erster Duftstoff identifiziert, der den menschlichen Pheromonrezeptor (VN1R1) erregt. Dadurch wird eine Aktivierung einer Gehirnregion hervorgerufen, die an der Hormonsteuerung beteiligt ist. Bei Frauen ist der Effekt sogar zehnmal stärker als bei Männern. In Laborstudien von Forschern der Universitäten Bern, Bochum und Köln verstärkte Hedion reziproke Verhaltensweisen nach dem Motto „Wie du mir, so ich dir“.

## Verwendung
Methyldihydrojasmonat wird hauptsächlich als Geruchsstoff für Parfüm, aber auch als Aroma- und Duftstoff in verschiedenen Lebensmitteln, Luftpflegeprodukten, Bioziden (z. B. Desinfektionsmittel, Schädlingsbekämpfungsprodukte), Poliermittel und Wachsen, Wasch- und Reinigungsmitteln, Kosmetik- und Körperpflegeprodukten, Füllstoffen, Kitte, Pflaster, Modellierender Ton, Fingerfarben, Treibstoffen, Tinten und Toner und Lederbehandlungsprodukten verwendet. Die cis-Isomere sind viel geruchsstärker als die trans-Isomere und haben eine 20-mal geringere Geruchsschwelle. Von allen möglichen Isomeren hat das (+)-(1R)-cis-Isomer den charakteristischsten und intensivsten Jasmingeruch, weswegen spezielle Herstellungsverfahren dafür entwickelt wurden.
Methyldihydrojasmonat bildete zum Beispiel die Grundlage für Edmond Roudnitskas Eau Sauvage von Dior (1966), Calandre und Metal von Paco Rabanne (1969 bzw. 1977) sowie Yves Saint Laurents Rive Gauche (1971). Chanel Nº 19 (1971) enthält bereits 13 % Hedion und First von Van Cleef & Arpels (1976) sowie Beautiful von Estée Lauder (1986) sogar 22 %. Jasminnoten in Kombination zu gleichen Teilen (von je 25 %) mit Sandelholz finden sich in Samsara von Jean-Paul Guerlain (1990).